# Aeroport de La Gomera
L'Aeroport de La Gomera (codi IATA: GMZ, codi OACI: GCGM), es troba al sud de l'illa de La Gomera, dins el terme municipal d'Alajeró, a 34 quilòmetres de la capital San Sebastián de La Gomera. És l'aeroport més nou de les illes Canàries, sent inaugurat l'any 1999.

## Història
L'aviació a l'illa de La Gomera comença a la dècada dels anys 50 del segle passat, quan s'inicia la construcció d'un aeròdrom privat anomenat El Revolcadero, que es trobava dins el terme municipal d'Alajeró. Aquest aeròdrom tenia una pista (09-27), un hangar i una petita caseta que feia les funcions de torre de control i es va obrir per a ús particular del propietari i com aeròdrom per emergències i treballs de fumigació.
Com a conseqüència dels problemes d'atenció sanitària que patia l'illa, l'any 1962 comencen els estudis per a construir un aeroport a l'illa. Tot i això, el projecte no es va dur a terme. Es va tornar a reprendre el 1975, però a causa de l'obertura de l'Aeroport de Tenerife Sud i a l'inici d'una línia de vaixells ràpids que unien l'illa amb Los Cristianos, a Tenerife, es torna a retardar el projecte.
Finalment, a la dècada dels vuitanta, a causa de problemes amb l'evacuació de ferits, es posa de manifest la necessitat de tenir un aeroport a l'illa, i el 27 de juliol de 1987 es signa un conveni per la construcció de l'aeroport a La Gomera.
A finals de 1990 comencen les obres i a finals de 1994 l'aeròdrom ja disposa d'una pista de vol (09-27), un lloc per estacionament d'aeronaus i un carrer d'enllaç. La ubicació triada fou l'altiplà dels penya-segats, que es troba a dos quilòmetres del vell aeròdrom de El Revolcadero.
A finals de 1995 AENA es va fer càrrec de les instal·lacions. La terminal de passatgers fou inaugurada l'any 1999.

## Línies Aèries i Destins
Actualment, únicament opera una aerolínia a l'aeroport:
- Binter Canarias: Tenerife Nord

## Tràfic
L'evolució del tràfic de passatgers d'aquest aeroport és la que es mostra a la taula següent:
| 2000   | 2001   | 2002   | 2003   | 2004   | 2005   | 2006   | 2007   | 2008   | 2009   | 2010   | 2011   | 2012   | 2013   | 2014   | 2015   | 2016   | 2017   |
| ------ | ------ | ------ | ------ | ------ | ------ | ------ | ------ | ------ | ------ | ------ | ------ | ------ | ------ | ------ | ------ | ------ | ------ |
| 15.503 | 23.404 | 24.612 | 28.588 | 30.774 | 34.496 | 38.852 | 40.569 | 41.890 | 34.605 | 32.252 | 32.713 | 19.707 | 24.469 | 28.925 | 34.954 | 38.043 | 48.711 |